# NGC 5740
NGC 5740 est une galaxie spirale barrée située dans la constellation de la Vierge. Sa vitesse par rapport au fond diffus cosmologique est de 1 786 ± 16 km/s, ce qui correspond à une distance de Hubble de 26,3 ± 1,9 Mpc (∼85,8 millions d'al). NGC 5740 a été découverte par l'astronome germano-britannique William Herschel en 1786.
La classe de luminosité de NGC 5740 est II et elle présente une large raie HI. De plus, NGC 5740 est une galaxie active à raies d’émissions optiques étroites (NLAGN).
À ce jour, 25 mesures non basées sur le décalage vers le rouge (redshift) donnent une distance de 26,420 ± 4,147 Mpc (∼86,2 millions d'al), ce qui est à l'intérieur des valeurs de la distance de Hubble.

## Groupe de NGC 5746
Selon A. M. Garcia, NGC 5740 fait partie du groupe de NGC 5746. Ce groupe de galaxies compte au moins 31 membres dont NGC 5636, NGC 5638, NGC 5658 (=PGC 51957), NGC 5668, NGC 5690, NGC 5692, NGC 5691, NGC 5701, NGC 5705, NGC 5713, NGC 5719, NGC 5725, NGC 5746, NGC 5750, IC 1022, IC 1024 et IC 1048.
Sur le site « Un Atlas de l'Univers », Richard Powell mentionne aussi le groupe de NGC 5746, mais il n'y figure que 14 galaxies, dont NGC 5740. Six autres galaxies du groupe de NGC 5746 de Garcia se trouvent dans un autre groupe mentionné par Powell, soit le groupe de NGC 5638. Selon Powell, la galaxie NGC 5701 ne fait pas partie d'un groupe de galaxies et les autres galaxies de Garcia ne figurent pas dans celles retenues par celui-ci.
Note : selon Abraham Mahtessian NGC 5740 fait partie d'un groupe qui ne comprend que trois galaxies. Les deux autres galaxies sont NGC 5725 et NGC 5746.
Le groupe de NGC 5746 fait partie de l'Amas de la Vierge III, un des amas du superamas de la Vierge.